# Franz Feustel
Franz Louis Feustel (* 6. Februar 1860 in Greiz; † 13. August 1945 in Gera) war ein deutscher Journalist und Politiker (SPD, USPD).

## Leben
Feustel war der Sohn des Böttchermeisters, Landhilfsbriefträgers und zuletzt Waldarbeiters Johann Christian Friedrich Feustel und dessen Ehefrau Emilie Friederike Bräunlich aus Greiz. Er war evangelisch-lutherischer Konfession und trat am 20. April 1905 aus der Kirche aus.
Er besuchte zunächst eine B-Reihen-Klasse der Bürgerschule in Greiz und später die Waisenschule (eine Schule für Kinder, die nebenher arbeiten mussten). Ab 1872 arbeitete er neben der Schule als "Streichjunge" (Hilfskraft in der Textildruckerei, der die Druckfarbe verstrich) in der Wolldruckerei von Victor Golle in Greiz. Nach dem Schulabschluss machte er 1874 bis 1878 eine Druckerlehre. Anschließend war er bis Herbst 1880 Drucker bei der russischen Firma "Hüttel & Co" im russischen Pavlova und heiratete am 27. November 1880 in Greiz die Weberin Anna Therese Roth (* 24. April 1861 in Greiz; † 8. August 1930 ebenda), die zweite Tochter des Webermeisters und Bürgers Wilhelm Heinrich Roth in Greiz. Bis Anfang 1884 war er als Drucker in Greiz beschäftigt, danach wurde er Druckereiarbeiter in Mylau. Im Frühjahr 1893 wurde er Pächter des Restaurants "Isabellenruhe" in Greiz. 1898 bis 1918 war er als Redakteur des sozialdemokratischen Blattes "Reußische Volkszeitung" beschäftigt, von 1914 bis 1918 auch dessen Geschäftsführer.

## Politik
1881 wurde er Mitglied der SAPD und so 1890 der SPD. Als einer der führenden Funktionäre der Partei in Greiz war er als Mitglied des Wahlkomitees und Versammlungsleiter- und Redner an den Wahlkämpfen 1884 bis 1912 aktiv beteiligt. 1899 und 1912 war er auch Teilnehmer an SPD-Reichsparteitagen. Spätestens 1914 war er Ortsvorsitzender der SPD. Vom 1. Januar 1897 bis zum 31. Dezember 1900 war er Mitglied des Gemeinderates der Stad Greiz. Am 17. Dezember 1900 wurde er als erster Sozialdemokrat Abgeordneter im Greizer Landtag und blieb zunächst bis zum 11. November 1905 Abgeordneter. 
Gleichzeitig war er auch gewerkschaftlich tätig und war 1886 Zweiter Präsident der Drucker- und Formstecherkorporation und 1891 Mitgründer des Deutschen Textilarbeiterverbandes. Im Februar 1905 musste er eine einmonatige Gefängnisstraße wegen Beleidigung (des Fabrikbesitzers Wilisch), Februar/März eine zweimonatige Gefängnisstraße wegen Beleidigung (des Pfarrers Woberein) und Juni bis August 1914 eine dritte Gefängnisstraße wegen Beleidigung absitzen.
1917 wechselte er zur USPD. Nach der Novemberrevolution wurde er vom Arbeiter- und Soldatenrat am 11. November 1918 zum Beirat beim Gemeindevorstand Greiz bestellt (dieses Amt hatte er bis 1932). Am 1. April 1919 wurde er auch Beirat beim Landratsamt Greiz. 1919 bis 1924 war er Verwaltungsbeamter beim Kreisamt in Greiz und ab dem 1. Oktober 1923 beamteter Verwaltungssekretär beim Thüringischen Kreisdirektor. Zum 1. Juni 1924 wurde er in den Wartestand und zum 1. April 1925 in den Ruhestand versetzt.
1919 bis zum 21. Februar 1928 war er erneut Mitglied im Gemeinderat in Greiz. 1922 war er zur SPD zurückgekehrt und war Fraktionsvorsitzender seiner Partei und stellvertretender Vorsitzender des Gemeinderats. Ab dem 17. Februar 1919 war er auch erneut Mitglied des Landtags und wurde dort Parlamentspräsident. Daneben war er ab dem 19. Februar 1919 Mitglied des Gemeinsamen Landtages beider reußischer Staaten (ab April 1919 Volksstaat Reuß) bzw. der nach der Gründung des Landes Thüringen aus diesem Landtag hervorgegangenen, 1921 verkleinerten und schließlich zum 31. März 1923 aufgelösten Gebietsvertretung Gera-Greiz.
1932 wurde er aus dem Vorstand der Baugenossenschaft "Spar- und Bauverein für Greiz und Umgebung E.G.m.b.H" abberufen, den er 1914 selbst gegründet hatte. Grund war der Vorwurf von Unregelmäßigkeiten in der Geschäftsführung. Er trat daraufhin aus der SPD aus und verzog nach Hohenleuben, wo er ein Waldstück pachtete und bewirtschaftete. Ende 1938 zog er zurück nach Greiz.
Die Franz-Feustel-Straße in Greiz ist nach ihm benannt.

## Werke
- Aus der Vergangenheit des Greizer Textilgewerbes, Greiz 1926
- Erinnerungen aus meinem Leben, Autobiographie, Greiz 1941